# ロックン・ルール
『ロックン・ルール』（Rock & Rule）は、1983年のカナダのアニメーション映画である。
カナダにあるアニメ製作会社ネルバナ（当時はニルヴァーナと表記）が作った、擬人化した動物で描いたロックアニメである。

## あらすじ
核爆発により人類が死滅した世界。突然変異を起こして人間のようになった動物たちが世界中にあらわれた。そんな中、悪魔に取り付かれた元ロッカーが悪魔復活の為に、奇跡の歌声を持つヴォーカリスト・エンジェルをさらった。エンジェルを助けるべく、彼女の仲間たちが立ち上がった。

## スタッフ
- 監督：クライヴ・A・スミス
- 製作：パトリック・ルーバート、 マイケル・ハーシュ
- 音楽：パトリシア・カレン

## 参加アーティスト
- デボラ・ハリー
- チープ・トリック
- イギー・ポップ
- ルー・リード
- アース・ウィンド&ファイアー
- メレニー・ブラウン

## キャスト
- ドン・フランク
- スーザン・ローマン
- クリスティン・オハラ
- ルー・リード
- グレゴリー・サラタ
- ポール・ル・マット

## 日本での公開
2010年12月3日より、ゼイリブによって、日本全国でリバイバル公開された。